# Bad Moon Rising (musikalbum)
Bad Moon Rising är Sonic Youths tredje fullängdsmusikalbum som släpptes första gången år 1985 på Homestead Records.

## Låtlista
Originalutgåvan
1. Intro
2. Brave Men Run (In My Family)
3. Society Is a Hole
4. I Love Her All the Time
5. Ghost Bitch
6. I'm Insane
7. Justice Is Might
8. Death Valley '69

Återutgivna utgåvor
1. Intro
2. Brave Men Run (In My Family)
3. Society Is a Hole
4. I Love Her All the Time
5. Ghost Bitch
6. I'm Insane
7. Justice is Might
8. Death Valley '69
9. Satan Is Boring
10. Flower
11. Halloween
12. Echo Canyon

Alla låtar utom spår nummer 10 och 11 var inspelade och mixade i Before Christ Studios i Brooklyn mellan september och december 1984.
Spår 10 och 11 spelades in och mixades i Radio Tokyo i Kalifornien januari 1985.